# Safsafiyah
Safsafiyah (tiếng Ả Rập: صفصافية) là một ngôi làng Syria nằm trong Tiểu khu Mahardah của quận Mahardah thuộc tỉnh Hama. Theo Cục Thống kê Trung ương Syria (CBS), Safsafiyah có dân số 5.062 trong cuộc điều tra dân số năm 2004. Cư dân của nó chủ yếu là Alawites.